# Манское Белогорье
Ма́нское Белого́рье — горный хребет протяженностью около 250 км в России, в Красноярском крае, в пределах Восточного Саяна. Максимальная высота — 1732 м.
Хребет сложен известняками, песчаниками, прорванными гранитами.
Манскому Белогорью присущ среднегорный рельеф. Горы расчленены долинами рек, наиболее крупные из которых — Мана и Шинда.
Горный хребет порос темнохвойной тайгой, сменяющейся выше 1500 м кедрово-пихтовым редколесьем, перемежающимся участками тундры.